# Antilhas Neerlandesas nos Jogos Olímpicos de Verão de 1960
As Antilhas Neerlandesas participaram dos Jogos Olímpicos de Verão de 1960 em Roma, Itália.  A nação retornou às Olimpíadas após boicotar os Jogos Olímpicos de Verão de 1956, juntando-se à Holanda em protesto contra a invasão soviética da Hungria.